# 敵基地攻撃能力
敵基地攻撃能力（てききちこうげきのうりょく、英: Enemy Base Attack Ability）とは、弾道ミサイルの発射基地など敵国の基地や拠点などを攻撃する装備能力 。自衛隊用語として反撃能力（はんげきのうりょく、英: Counterattack ability）とも称される。

## 日本における歴史

### 制度調査委員会
敵基地攻撃は自衛隊の前身である保安隊の頃から検討されていた。1952年（昭和27年）9月2日、防衛政策における基本方針の立案作業のために保安庁に「制度調査委員会」が設置された。制度調査委員会の作業に関与したのは第一幕僚監部幕僚庶務室に所属する旧陸軍出身者であり、白紙状態から検討が行われた。有事の所要防衛力として総兵力200万人以上が必要とされ、装備面では核兵器を除くあらゆる装備が議論の対象となり、ソビエト連邦のウラジオストク周辺を攻撃するための地対地中距離誘導弾の保有や、千島列島への逆上陸も考慮された。同委員会の課題作業では、日本は守勢的作戦として「海上護衛作戦」「国土直接防空作戦」「基地制圧作戦（戦術的空襲）」「国内治安維持作戦」を実施するが、「専守的防衛作戦のみを以てしては如何に膨大な準備を以て之に当るとも敵の攻撃を長期に亘り完全に防止することは不可能であり」、現実問題として攻勢的作戦との併用が必要であるとされていた。
攻勢的作戦を日本が担うかは適宜国策によって慎重に決定されるべきだとした上で、以下の3点が攻勢的作戦の具体例として挙げられていた。
- （1）.南千島南樺太奪還
- （2）.南鮮の確保（奪還）作戦
- （3）.浦塩旅順等敵潜水艦基地要域作戦時に原爆の使用

上記の3つの作戦は本土空襲と海上での危険を減らし、長期の抗戦を維持し得る利点があるとされ、1.は比較的小規模の部隊でしかも短期間で可能だが、2.は大きな消耗戦となることが予測されていた。
また、「自由陣営軍として行はれることが国防の完全を期する上からも希望される」ものとして、
- （1）.沿海州の占領
- （2）.大陸反攻
- （3）.東南アジアの確保
- （4）.カムチャッカ作戦
- （5）.対ソ戦略爆撃

以上の5点が挙げられた。
これらの検討は第一幕僚監部幕僚庶務室に所属する旧陸軍出身者により行われたとされ、日本は国際政治における主要国の一員として西側陣営に立ち、ソ連や中国を敵として第三次世界大戦を戦う構想であった。日本の防衛政策を研究している明星大学非常勤講師の真田尚剛は「世界規模の戦争を経験した帝国軍人としての思考が読み取れる」とし、「長年ソ連を仮想敵国とし、また中国大陸で戦火を繰り広げた歴史を振り返ると、ここでは旧陸軍との連続性が認められる」と評している。

### 防衛庁における検討（1993年）
1993年（平成5年）、北朝鮮が発射した準中距離弾道ミサイル「ノドン」が日本海に落下したことを受けて、防衛庁は北朝鮮のミサイル発射基地への攻撃の研究を行った。その結果、
- （1）.F-1支援戦闘機は航続距離が短いため、北朝鮮への攻撃後にパイロットは機体を捨てて日本海に脱出するしかない
- （2）.F-4EJで北朝鮮を攻撃する場合は、航続距離の問題で石川県の小松基地しか使用できない
- （3）.敵のレーダーをかく乱する電子戦機を航空自衛隊は保有していない

以上のことから、戦闘機とパイロットを失う可能性が極めて高いと判断され、「敵基地攻撃は困難」と結論付けて文書化して研究は終了したとされる。
しかし、防衛庁は上記の研究後に何もしてこなかったわけではなく、むしろ積極的に敵基地攻撃に必要な装備体系の獲得に乗り出し始めていた。1999年（平成11年）に早期警戒管制機のE-767の配備を開始し、2004年（平成16年）度予算でF-2戦闘機に搭載可能な精密誘導爆弾である「JDAM」を導入し、2005年（平成17年）からは電子妨害装置を搭載した電子戦機の開発に着手し、F-2戦闘機の航続距離不足は2006年（平成18年）末に配備される空中給油機のKC-767で補うことが可能とされた。このように防衛庁は行われた論議を基に敵基地攻撃に使用できる装備の導入を進めていた。

### 防衛庁における検討（2004年）
2004年（平成16年）、新大綱策定のために防衛庁に設置された「防衛力の在り方検討会議」でまとめられた論点整理において、弾道ミサイルに対処するための敵基地攻撃について「引き続き米軍に委ねつつ、日本も侵略事態の未然防止のため、能力の保有を検討する」として、具体的にはハープーン ブロックIIやトマホーク、戦闘攻撃機を搭載した軽空母の導入が検討対象とされたことが報じられた。

### 反撃能力の保有決定
2022年（令和4年）12月16日に防衛力強化に向けた新たな「国家安全保障戦略」など安保関連3文書を政府が閣議決定した。反撃能力（敵基地攻撃能力）保有を明記し、アメリカ製のトマホーク巡航ミサイルの2026年度配備を目指す。

## 関連する日本政府の答弁
敵基地攻撃能力を保有するべきと主張する論者が根拠とするのが、1956年に出された鳩山一郎首相の次の答弁である。
1970年に中国が核実験に成功し、北朝鮮が弾道ミサイルを発射して緊張状態にあった時に、当時の中曽根康弘防衛庁長官はこう答弁した。

## 法理論
21世紀現在、「平和に対する脅威、平和の破壊又は侵略行為」を行う国への「制裁としての軍事的措置と自衛のための武力行使を除いて、武力行使禁止は慣習法上も確立したとされる」ため、この武力不行使原則に敵基地攻撃能力も制約される。したがって、敵基地攻撃能力の国際法上の根拠は自衛権に求められる。
自衛権は国際連合憲章第51条に「武力攻撃が発生した場合に（if an armed attack occurs）」認められるものとされており、これは実際に攻撃が行われた後（たとえば、ミサイルが実際に発射された後）に限られるのか、攻撃が急迫している場合（たとえば、ミサイル攻撃の意図を表明している国が、具体的なミサイル発射の準備作業に着手している場合）にも認められるものなのかは議論がある。

## 方法
敵基地攻撃の方法は、航空機による敵基地攻撃の場合、戦闘機の管制機能を持つ早期警戒管制機（AWACS）に指揮された戦闘機が空中給油を受けて長距離を飛行し、敵基地に接近すると電子戦機が妨害電波を発して敵の地上レーダーを撹乱する。さらに、戦闘機は対レーダーミサイルを発射して敵のレーダーを破壊する。このようにして、敵の防空網に突破口を作り、戦闘機がレーザー誘導爆弾等を投下して、敵基地や弾道ミサイルの移動式発射台を破壊する。
また、敵の指揮所や地対空ミサイル陣地などの地上固定目標に対しては、衛星利用測位ミサイルを利用した精密誘導兵器である巡航ミサイルや弾道ミサイルも使用される。

### 技術的課題
北朝鮮は、移動式発射台をおよそ200台保有していると見られ、より発射の簡単な固体型燃料への転換も急いでいる。

## その他
元東京新聞論説兼編集委員の半田滋は「安全保障関連法という違憲の疑いが濃厚な法律に実効性を与える『敵基地攻撃能力の保有』は『悪魔の招待状』というほかない」と主張しており、また「反撃という言葉にもかかわらず、実態は真逆の『先制攻撃』も含む」「こうした言い換えは『全滅』を『玉砕』、『敗走』を『転進』と呼んできた旧日本軍と変わりなく、国民をミスリードする詐欺的手法とほかない」とも主張している。